# Woodwardia prolifera
Woodwardia prolifera là một loài thực vật có mạch trong họ Blechnaceae. Loài này được Hook. & Arn. miêu tả khoa học đầu tiên năm 1838.